# Keith Thomas (historiador)
Sir Keith Vivian Thomas (2 de janeiro de 1933) é um historiador galês especialista em história da Primeira Modernidade que leciona na Universidade de Oxford. É mais conhecido como o autor de Religion and the Decline of Magic e Man and the Natural World. De 1986 a 2000, foi presidente do Corpus Christi College de Oxford.

## Educação e carreira
Foi educado na Barry County Grammar School, uma escola pública de gramática em Barry, Vale of Glamorgan. Estudou história moderna no Balliol College de Oxford recebendo a bolsa Brackenbury. Formou-se na Universidade de Oxford com um diploma de Bachelor of Arts (BA) de primeira classe em 1955; conforme a tradição, seu título foi posteriormente promovido a Master of Arts (MA Oxon).
Foi fellow ("membro") do All Souls College de Oxford, de 1955 a 1957, quando foi eleito membro do St John's College. Foi reader ("leitor") de história moderna na Universidade de Oxford de 1978 a 1985 e professor de história moderna em 1986, ano em que se tornou presidente do Corpus Christi College. Aposentou-se em 2000, aos 67 anos de idade, e no ano seguinte foi novamente eleito membro do All Souls College. Foi por algum tempo pró-reitor da Universidade e representante da editora da universidade. Foi editor consultor do Oxford Dictionary of National Biography e editor, com J. S. Weiner, da Oxford Paperback University Series (OPUS) publicada pela Oxford University Press.
É casado com Valerie, Lady Thomas, formada pelo Somerville College, e tem dois filhos. É apoiador dos Humanistas Britânicos, uma organização que promove o humanismo secular.

## Premiações
No Aniversário da Rainha de 1988, foi nomeado Cavaleiro (Knight Bachelor) e, em 1991, foi homenageado com a Ordem do Mérito da República Italiana.
Nas Honras de Ano Novo de 2020, foi nomeado Membro da Ordem dos Companheiros de Honra (CH) pelos serviços prestados ao estudo de história.
Retratos de Sir Keith Thomas estão pendurados no Corpus Christi College, em Oxford, e na Academia Britânica e National Portrait Gallery, em Londres.

## Publicações
Obras de autoria
- "The Social Origins of Hobbes's Thought", Hobbes Studies, ed. K.C. Brown (Oxford : Basil Blackwell, 1965), 185–236
- 'History and Anthropology', Past & Present 24 (1963), 3–24
- Religion and the Decline of Magic: Studies in Popular Beliefs in Sixteenth- and Seventeenth-Century England (Londres: Weidenfeld and Nicolson, 1971; Nova Iorque, Scribner 1971; Harmondsworth; Londres: Penguin, 1973; Harmondsworth: Penguin, 1978; Londres: Weidenfeld & Nicolson, 1997)
- Rule and Misrule in the Schools of Early Modern England (Reading: University of Reading, 1976)
- Age and Authority in Early Modern England (Londres: British Academy, 1976)
- The Perception of the Past in Early Modern England: The Creighton Trust Lecture 1983, Delivered before the University of London on Monday 21 November 1983 (Londres: University of London, 1983)
- Man and the Natural World: Changing Attitudes in England, 1500–1800 (Londres: Allen Lane, 1983; Harmondsworth: Penguin, 1984) (primeira edição dos EUA publicada como Man and the Natural World: A History of the Modern Sensibility (Nova Iorque: Pantheon, 1983).
- History and Literature: the Ernest Hughes Memorial Lecture Delivered at the College on 7 March 1988 (Swansea: University College of Swansea, 1988)
- "Ways of Doing Cultural History", in Rik Sanders (ed.), Balans en perspectief van de Nederlandse cultuurgeschiedenis (Amesterdã: Rodopi, 1991)
- Changing Conceptions of National Biography: The Oxford DNB in Historical Perspective (Cambridge: Cambridge University Press, 2005)
- The Ends of Life: Roads to Fulfilment in Early Modern England (Oxford: Oxford University Press, 2009) ISBN 0-19-924723-4; ISBN 978-0-19-924723-3[9]
- "The Great Fight Over the Enlightenment," The New York Review 3 de abril de 2014
- In Pursuit of Civility: Manners and Civilization in Early Modern England (Londres: Yale University Press, 2018)

Obras editadas
- Great Political Thinkers (Oxford: Oxford University Press, 1992)
- The Oxford Book of Work (Oxford: Oxford University Press, 1999)

Obras editadas conjuntamente
- (editado com Donald Pennington) Puritans and Revolutionaries: Essays in Seventeenth-Century History Presented to Christopher Hill (Oxford: Clarendon Press, 1978)
- (editado com Andrew Adonis) Roy Jenkins: A Retrospective (Oxford: Oxford University Press, 2004)